# 槺榔 (新竹市)
槺榔，是台灣新竹市北區的一個傳統地域名稱，位於該區西北部。相較於今日行政區，其範圍大致包括康樂里、南寮里東南端凸出部分，以及兩者西南側的新竹機場部分地區。

## 歷史
台灣清治末期至日治前期，槺榔地區為一街庄，稱為「槺榔庄」，隸屬於竹北一堡。該庄東北隔頭前溪與舊港庄、新庄仔庄相望，東南與苦苓腳庄為鄰，西南邊為吉羊崙庄、油車港庄，西北邊為十塊藔庄。
1901年（日治明治三十四年）11月，全台廢縣廳改設二十廳，該庄隸屬於新竹廳。1909年（明治四十二年）10月，合併二十廳為十二廳，該庄隸屬不變。1920年（大正九年），廢十二廳改設五州二廳，該庄改制為「槺榔」大字，隸屬於新竹州新竹郡舊港庄。1936年（昭和十一年）新竹機場建成後，本地區西南部成為機場的一部分。1941年（昭和十六年），舊港庄與六家庄合併成立竹北庄。槺榔、十塊寮、油車港與舊港之一部分併入新竹市。
戰後新竹市改制為省轄市，大字亦改制為里。1950年新竹縣市合併後拆分為桃、竹、苗三縣，新竹市縮減轄區並降為新竹縣縣轄市，本地區仍屬之。1982年7月，新竹市再度升格為省轄市。

## 交通
省道台68線即「東西向快速公路－南寮竹東線」，大致以西北—東南走向經過槺榔地區東北部頭前溪南岸地帶，境內未設交流道。東南側最近的是經縣道122號交會口附近的武陵路61巷／70巷口連結「武陵南北快速道路」，再經新竹一交流道連結省道台68線；西北側為省道台15線交會口的南寮端交流道。由此等可快速前往頭前溪下游南岸各地。
縣道122號又稱「南清公路」，是南寮至五峰土場的道路，大致以西北—東南走向經過本地區中部偏東北地帶，向西北可前往南寮，向東南可前往新竹市中心東側、國道1號新竹交流道、竹東等地。

## 學校
- 南寮國小